# ネットワーク層
ネットワーク層（ネットワークそう、network layer）は、OSI参照モデルにおける7階層の内の下から第3層の事である。TCP/IPモデルにおける4階層に対応付ける場合は、下から第2層のインターネット層に割り当てる。

## 概要
トランスポート層とデータリンク層がある模型 (model) では、ネットワーク層はトランスポート層からのサービス要求に応じ、また、データリンク層に対してサービス要求を行う。
ネットワーク層はエンド・ツー・エンド（起点から終点まで）のパケット通信#パケット交換に対する責任が有る（データリンク層が隣接する通信機器（ノード）間のフレーム配送に対する責任が有る）。
そのため、パケットの経路選択（ルーティング）や中継を行う。
ネットワーク層は、サービス品質と誤り検出訂正機能を維持したまま、一つ，またはそれ以上のネットワークを介して転送元から転送先へデータを転送するための機能的手続き的手段を提供する。 データは固定長の場合と可変長の場合がある。
禁止されていないかぎり、ネットワーク層はあらゆる転送元からあらゆる転送先への情報転送を扱う。ここにネットワーク層が扱う必要が有る幾つかの点を挙げる: 
- ネットワークはコネクション型か、あるいはコネクションレス型か：例えば、紙の郵便（Snail mail: 電子メールでない）は手紙の差出人は誰かを明示しなくても誰にも手紙を送れるし、受取人はその手紙を受け取れる。紙の郵便はコネクションレス型と考えることができる。その一方で、電話は通信が確立する前に相手が受話器を取り上げる必要が有るので、コネクション型である。ただし、昔のポケベルや現在のショートメッセージサービス（SMS）は、コネクションレスである。開放型システム間相互接続（OSI）のネットワーク層プロトコルは、コネクション型にもコネクションレス型にもなり得る。OSIのネットワーク層に相当するTCP/IPインターネット層は、ネットワーク層においてはコネクションレス型のインターネット・プロトコル（IP）に対応している。その上に、コネクション型のネットワークを構築することは可能である。
- グローバルIPアドレスとは何か：ネットワークの中では誰もが、自分が誰であるか決定する、固有のアドレスを持つ事が有る。このアドレスは階層的で、ダブリン市民の「フレッド・マーフィー」か、アイルランドに居る「ダブリン市 フレッド・マーフィー」か、世界中のどこかに居る「アイルランド国ダブリン市 フレッド・マーフィー」のようにできる。インターネットでは、これらのアドレスはグローバルIPアドレス、またはパブリックIPアドレスと呼ぶ。しかし、特定のグローバルIPアドレスから、その先に任意のアドレスへの転送を機能を付加することができ、誰もが固定アドレスを持つ必要はない。

## ネットワーク層サービスの一覧
- Forwarding
- ルーティング
- 通信プロトコル
- コンピューターネットワーク

## 例
- IPv4/IPv6, Internet Protocol
  - DVMRP, Distance Vector Multicast Routing Protocol
  - ICMP, Internet Control Message Protocol
  - IGMP, Internet Group Multicast Protocol
  - PIM-SM, Protocol Independent Multicast Sparse Mode
  - PIM-DM, Protocol Independent Multicast Dense Mode
- IPSec, Internet Protocol Security
- IPX, Internetwork Packet Exchange
- RIP, Routing Information Protocol
- OSPF, Open Shortest Path First
- DDP, Datagram Delivery Protocol